# MaisFutebol
MaisFutebol é um jornal desportivo online à semelhança de outros como O Jogo, Record ou A Bola.
Tem redacção em Lisboa e no Porto, e é propriedade da Media Capital Multimedia.
O MaisFutebol é o segundo maior jornal online português, de acordo com o estudo Netpanel da empresa Marktest, referente ao mês de Março de 2009.
Entre muitas das funcionalidades disponibilizadas pelo site, está o acompanhamento 'AO MINUTO' de todos os jogos da Liga portuguesa e de jogos internacionais envolvendo equipas portuguesas ou a seleção nacional.
Teve um programa na TVI24, transmitido às sextas-feiras, às 22h30. Com o fim da TVI24 e a sua substituição pela CNN Portugal, em 2021, o programa passou a ser transmitido neste último canal, sob o nome "CNN Mais Futebol".